# Antoni Adamaszek
Antoni Adamaszek (ur. 19 sierpnia 1934 w Łodygowicach, zm. 8 maja 2015 w Bielsku-Białej) – polski polityk, poseł na Sejm PRL IX kadencji.

## Życiorys
Skończył średnią Szkołę Mistrzów przy Technikum Mechaniczno-Elektrycznym w Bielsku-Białej. Od 1952 pracował w Odlewni Metali Nieżelaznych (Zakład nr 14) Fabryki Samochodów Małolitrażowych w Bielsku-Białej jako robotnik, a od 1964 – starszy mistrz. I sekretarz Komitetu Zakładowego Polskiej Zjednoczonej Partii Robotniczej. Od 1985 do 1989 pełnił mandat posła na Sejm PRL w okręgu Bielsko-Biała. Zasiadał w Komisji Górnictwa i Energetyki. Otrzymał Srebrny Krzyż Zasługi.